# 릭 판 덴 휘르크
헨리퀴스 니콜라스 "릭" 판 덴 휘르크(네덜란드어: Henricus Nicolas "Rick" van den Hurk, 1985년 5월 22일 ~ )는 네덜란드의 전 야구 선수이자 전 일본 프로 야구 도쿄 야쿠르트 스왈로스의 투수이다. KBO 시절 등록명은 '밴덴헐크'이다.

## 선수 시절

### 미국 프로야구 시절
2002년 국제 FA 계약을 통해 플로리다 말린스(현 마이애미 말린스)와 계약을 맺었다. 마이너 생활 5년 만에 메이저로 승격되며 데뷔했다. 2010년 볼티모어 오리올스에 트레이드됐다. 이후 피츠버그 파이리츠에 이적했지만 2012년 시즌 후 40인 로스터에서 제외되며 방출됐다.

### 한국 프로야구 시절

#### 삼성 라이온즈시절
팔꿈치 부상 우려로 탈보트에게 재계약 불가 통보를 내린 팀의 오퍼를 받아 2013년 1월 6일에 계약해 네덜란드 본토 출신 선수로는 처음으로 KBO 리그에 진출했다. 2013년 시즌 초 어깨 통증으로 인해 시범 경기에 나오지 못하고 재활한 후 뒤늦게 1군에 합류했으며, 전반기에는 3승 5패, 평균자책점 4.50으로 좋지 못했다. 이후에도 좋지 못한 모습을 보여 올스타 브레이크를 앞두고 2군으로 강등당한 그는 당시 팀에 갓 부임했던 카도쿠라 투수 인스트럭터를 통해 사이드 스텝을 익히고 폼을 교정한 후 1군에 복귀했으며, 후반기에 4승 4패 평균자책점 3.33으로 향상된 기량을 보였다.
2013년 24경기에 등판해 143.2이닝, 7승 9패, 3점대 평균자책점을 기록했다. 2013년 한국시리즈 2차전에 선발 등판했고, 5차전에 구원 등판해 2이닝 무실점으로 승리 투수가 됐다. 2013년 시즌 후 재계약했다.
2014년 시즌 초반 어깨 부상으로 잠시 2군으로 내려간 그는 재활을 마친 후 다시 한 번 카도쿠라 투수코치의 손을 거쳐 1군에 복귀해 제구와 구속이 150km/h 이상까지 올랐다. 이후 시즌 막판까지 승률 1위를 유지하다가 넥센의 소사가 마지막 등판에서 10승을 거두며 승률왕을 기록하지 못했으나 180탈삼진, 3점대 평균자책점으로 탈삼진, 평균자책점 1위를 기록했다. 5월 25일 넥센과의 경기에서 9이닝 2자책점으로 완투승을 거뒀는데 8회까지 무실점으로 호투하다가 9회에 박헌도에게 2점 홈런을 허용해서 완봉에 실패했다. 2014년 한국시리즈에서 1차전과 5차전에 선발 등판해 2경기에서 13.1이닝, 3자책, 12탈삼진, 평균자책점 2.03으로 호투했으나 팀 타선의 도움을 받지 못해 승리 투수가 되지 못했다.

### 일본 프로야구 시절

#### 후쿠오카 소프트뱅크 호크스시절
2014년 12월 5일 일본 언론을 통해 2년 총액 4억엔(37억원)의 조건에 계약을 체결했다. 이후 12월 26일에 입단이 공식 확정됐다. 이에 당시 일본에 있었던 이대호와 한솥밥을 먹게 되었다. 입단 이후 1군에 합류시키려고 했지만 부상 때문에 스프링캠프 기간부터 2군에서 재활하고 있는 사이에 육성 선수로 있다가 정식 선수로 승격된 에디슨 바리오스가 중간 계투 중 핵심으로 자리잡았고, 1군 엔트리에 있는 다른 외국인 선수인 이대호, 제이슨 스탠드리지, 데니스 사파테 3명도 팀의 중요한 선수이다보니 출전 외국인 선수 인원 수에 제한이 생겨 어쩔 수 없이 2군에 머무는 기간이 길어졌다. 기다림끝에 6월 11일 팀에서 주축 선발 투수였던 스탠드리지를 휴식 차원에서 말소하고 대신 1군에 승격했고, 3일 뒤인 6월 14일에 히로시마 도요 카프전에서 선발 등판하며 6이닝 2실점, 1피홈런, 7탈삼진을 기록했다. 타선의 지원 덕분에 승리 투수가 되며 성공적인 데뷔전을 가졌다. 2016년 5월 10일에 지바 롯데 마린스전에서 선발 등판해 8이닝 1실점으로 호투하며 일본 프로 야구 데뷔 최다 연승인 14연승 신기록을 경신했다. 소프트뱅크와 재계약한 후 2017년과 2018년에는 두자리수 승리를 거두었다.
2019년부터 등판 경기가 줄어들기 시작했고, 2020 시즌 후 소프트뱅크에서 방출됐다.
은퇴 후 소프트뱅크에서 지도자 연수를 받았던 진갑용은 밴덴헐크가 일본에서 발전했다고 평가했다.

#### 도쿄 야쿠르트 스왈로스시절
2021년에 입단했으나 1군 2경기에 등판하여 1패에 그쳐 시즌 후 방출됐고, 현역 은퇴를 선언했다.

## 은퇴 후
현역 은퇴 후 네덜란드 야구 국가대표팀의 기술위원장으로 선임되어 행정가 커리어를 시작했다.

## 국가대표 경력
2004년 하계 올림픽, 2009년 월드 베이스볼 클래식 네덜란드 야구 국가대표 선수로 발탁됐으며, 2009년 WBC에서는 당시 포수였던 절친 켄리 잰슨과 배터리를 이뤘다.

## 통산 기록
| 연 도    | 소 속      | 등 판 | 선 발 | 완 투 | 완 봉 | 무 4 구 | 승 리 | 패 전 | 세 이 브 | 홀 드 | 승 률 | 타 자 | 이 닝 | 피 안 타 | 피 홈 런 | 볼 넷 | 고 4 | 몸 맞 | 탈 삼 진 | 폭 투 | 보 크 | 실 점 | 자 책 점 | 평 자 책 | W H I P |
| -------- | ---------- | ----- | ----- | ----- | ----- | ------- | ----- | ----- | -------- | ----- | ----- | ----- | ----- | -------- | -------- | ----- | ---- | ----- | -------- | ----- | ----- | ----- | -------- | -------- | ------- |
| 2007     | FLA        | 18    | 17    | 0     | 0     | 0       | 4     | 6     | 0        | 0     | .400  | 379   | 81.2  | 94       | 15       | 48    | 5    | 3     | 82       | 4     | 4     | 63    | 62       | 6.83     | 1.74    |
| 2008     | FLA        | 4     | 4     | 0     | 0     | 0       | 1     | 1     | 0        | 0     | .500  | 74    | 14.0  | 20       | 1        | 10    | 0    | 2     | 20       | 0     | 0     | 12    | 12       | 7.71     | 2.14    |
| 2009     | FLA        | 11    | 11    | 0     | 0     | 0       | 3     | 2     | 0        | 0     | .600  | 256   | 58.2  | 57       | 11       | 21    | 3    | 4     | 49       | 2     | 0     | 29    | 28       | 4.30     | 1.33    |
| 2010     | FLA        | 2     | 0     | 0     | 0     | 0       | 0     | 0     | 0        | 0     | ----  | 9     | 1.1   | 3        | 0        | 1     | 0    | 0     | 1        | 0     | 0     | 4     | 1        | 6.75     | 3.00    |
| 2010     | BAL        | 7     | 1     | 0     | 0     | 0       | 0     | 1     | 0        | 0     | .000  | 67    | 16.1  | 13       | 2        | 7     | 0    | 2     | 17       | 0     | 0     | 10    | 9        | 4.96     | 1.22    |
| '10합계  | BAL        | 9     | 1     | 0     | 0     | 0       | 0     | 1     | 0        | 0     | .000  | 76    | 17.2  | 16       | 2        | 8     | 0    | 2     | 18       | 0     | 0     | 14    | 10       | 5.09     | 1.36    |
| 2011     | BAL        | 4     | 2     | 0     | 0     | 0       | 0     | 0     | 0        | 0     | ----  | 46    | 9.0   | 12       | 4        | 8     | 0    | 1     | 7        | 0     | 0     | 9     | 8        | 8.00     | 2.22    |
| 2012     | PIT        | 4     | 0     | 0     | 0     | 0       | 0     | 1     | 0        | 0     | ----  | 16    | 2.2   | 5        | 0        | 1     | 0    | 1     | 3        | 2     | 0     | 4     | 4        | 13.5     | 2.25    |
| 2013     | 삼성       | 24    | 24    | 0     | 0     | 0       | 7     | 9     | 0        | 0     | .438  | 612   | 143.2 | 127      | 11       | 48    | 2    | 11    | 137      | 3     | 0     | 67    | 63       | 3.90     | 1.22    |
| 2014     | 삼성       | 25    | 25    | 1     | 0     | 1       | 14    | 4     | 0        | 0     | .765  | 622   | 152.2 | 125      | 15       | 45    | 0    | 5     | 180      | 4     | 0     | 54    | 54       | 3.18     | 1.11    |
| 2015     | 소프트뱅크 | 15    | 15    | 0     | 0     | 0       | 9     | 0     | 0        | 0     | 1.000 | 369   | 93.0  | 69       | 6        | 22    | 0    | 4     | 120      | 2     | 0     | 27    | 26       | 2.52     | 0.98    |
| 2016     | 소프트뱅크 | 13    | 13    | 0     | 0     | 0       | 7     | 3     | 0        | 0     | .700  | 325   | 82.0  | 64       | 14       | 15    | 0    | 1     | 92       | 1     | 0     | 37    | 35       | 3.84     | 0.97    |
| 2017     | 소프트뱅크 | 25    | 25    | 0     | 0     | 0       | 13    | 7     | 0        | 0     | .650  | 623   | 153.0 | 127      | 18       | 47    | 0    | 2     | 162      | 4     | 0     | 57    | 55       | 3.24     | 1.14    |
| 2018     | 소프트뱅크 | 23    | 23    | 0     | 0     | 0       | 10    | 7     | 0        | 0     | .588  | 585   | 138.0 | 113      | 21       | 61    | 2    | 10    | 127      | 2     | 0     | 68    | 66       | 4.30     | 1.26    |
| MLB：6년 | MLB：6년   | 50    | 35    | 0     | 0     | 0       | 8     | 11    | 0        | 0     | .421  | 847   | 183.2 | 204      | 33       | 96    | 8    | 13    | 179      | 8     | 4     | 131   | 124      | 6.08     | 1.63    |
| KBO：2년 | KBO：2년   | 49    | 49    | 1     | 0     | 1       | 20    | 13    | 0        | 0     | .606  | 1234  | 296.1 | 252      | 26       | 93    | 2    | 16    | 317      | 7     | 0     | 121   | 117      | 3.55     | 1.17    |
| NPB：4년 | NPB：4년   | 76    | 76    | 0     | 0     | 0       | 39    | 17    | 0        | 0     | .696  | 1902  | 466.0 | 373      | 59       | 145   | 2    | 17    | 501      | 9     | 0     | 189   | 182      | 3.52     | 1.11    |

- 굵은 글씨는 시즌 최고 기록.